# Yengejeh-ye Qāẕī
Yengejeh-ye Qāẕī (persiska: يِنگِجِه, ینگجه قاضی) är en ort i Iran.   Den ligger i provinsen Västazarbaijan, i den nordvästra delen av landet, 600 km väster om huvudstaden Teheran. Yengejeh-ye Qāẕī ligger 1 284 meter över havet och antalet invånare är 112.
Terrängen runt Yengejeh-ye Qāẕī är platt åt sydost, men åt nordväst är den kuperad. Runt Yengejeh-ye Qāẕī är det ganska tätbefolkat, med 185 invånare per kvadratkilometer. Närmaste större samhälle är Urmia, 13,5 km väster om Yengejeh-ye Qāẕī. Trakten runt Yengejeh-ye Qāẕī består till största delen av jordbruksmark.